# Charro
Cet article concerne le personnage mexicain. Pour le film, voir Charro (film).
 (mars 2017).
Si vous disposez d'ouvrages ou d'articles de référence ou si vous connaissez des sites web de qualité traitant du thème abordé ici, merci de compléter l'article en donnant les références utiles à sa vérifiabilité et en les liant à la section « Notes et références ».
Dans le centre-ouest du Mexique, le charro est un cavalier propriétaire de  terres, de chevaux et de bétail, qui lui assurent son indépendance financière vis-à-vis de quiconque. Son costume traditionnel date de la seconde moitié du XIXe siècle.
Le nom provient de l'espagnol charro qui décrit une personne. Il est attesté en espagnol depuis 1627, et dérive du mot basque « txar », pouvant signifier « mauvais, défectueux, débile ».
Le charro, souvent présent dans la littérature, les telenovelas, la publicité, les films de propagande du gouvernement ainsi que des partis politiques, les caricatures, la publicité pour les alcools nationaux et dans l'industrie du divertissement mexicaine est une des icônes de la mexicanité.
En plus du pouvoir économique, les charros avaient un pouvoir social important en tant que propriétaires terriens. Aujourd'hui, même si la plupart d'entre eux ne sont plus liés à la terre, ils appartiennent aux classes aisées, ne possédant généralement des ranchs que pour leur agrément.

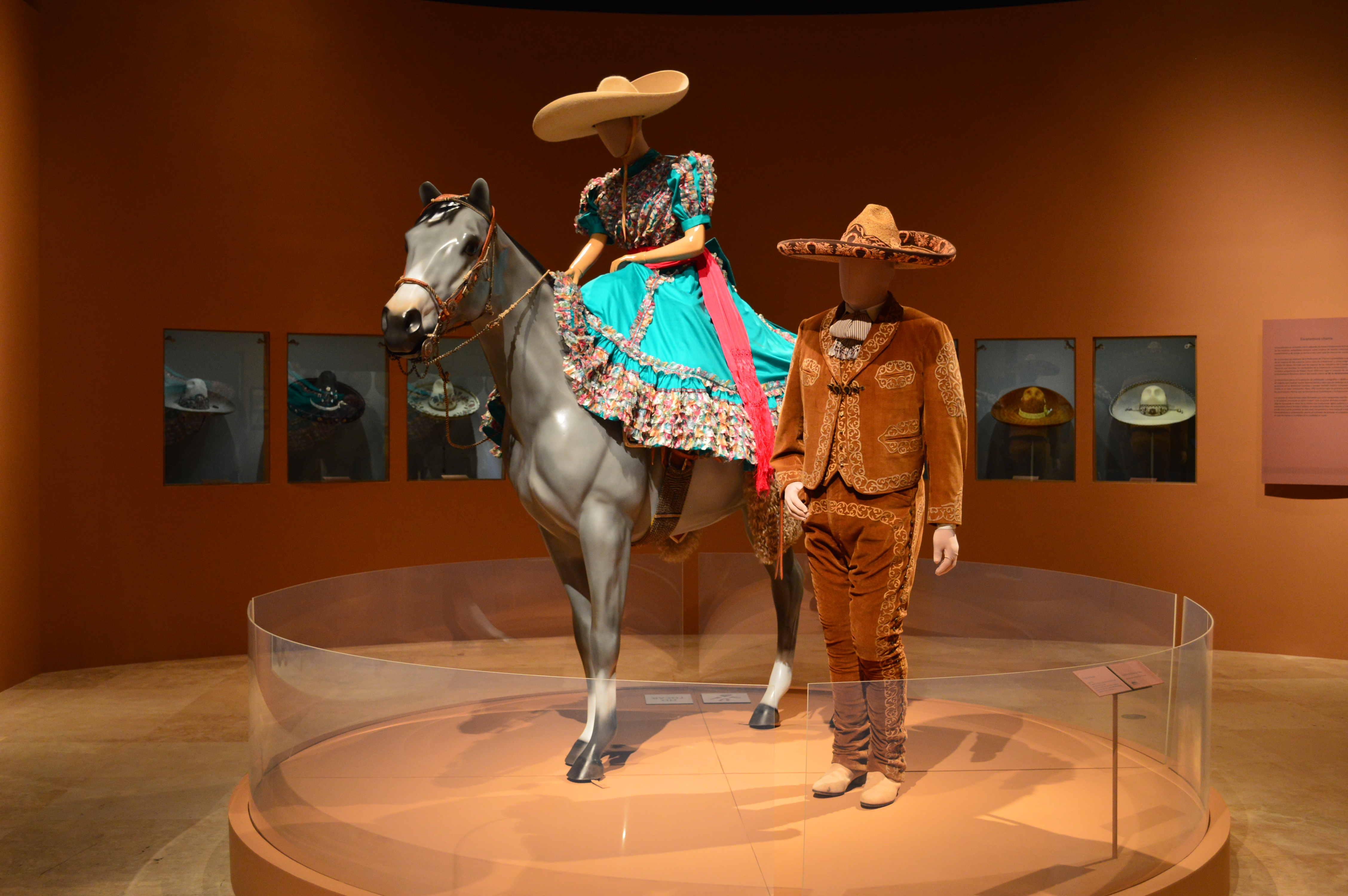
Costumes traditionnels de charros au musée de Monterrey.

Il s'agit d'une figure qui garde des traits communs avec d'autres grands personnages populaires d'Amérique comme les cow-boys aux États-Unis ou les gauchos en Argentine et en Uruguay.

## Le charro mexicain

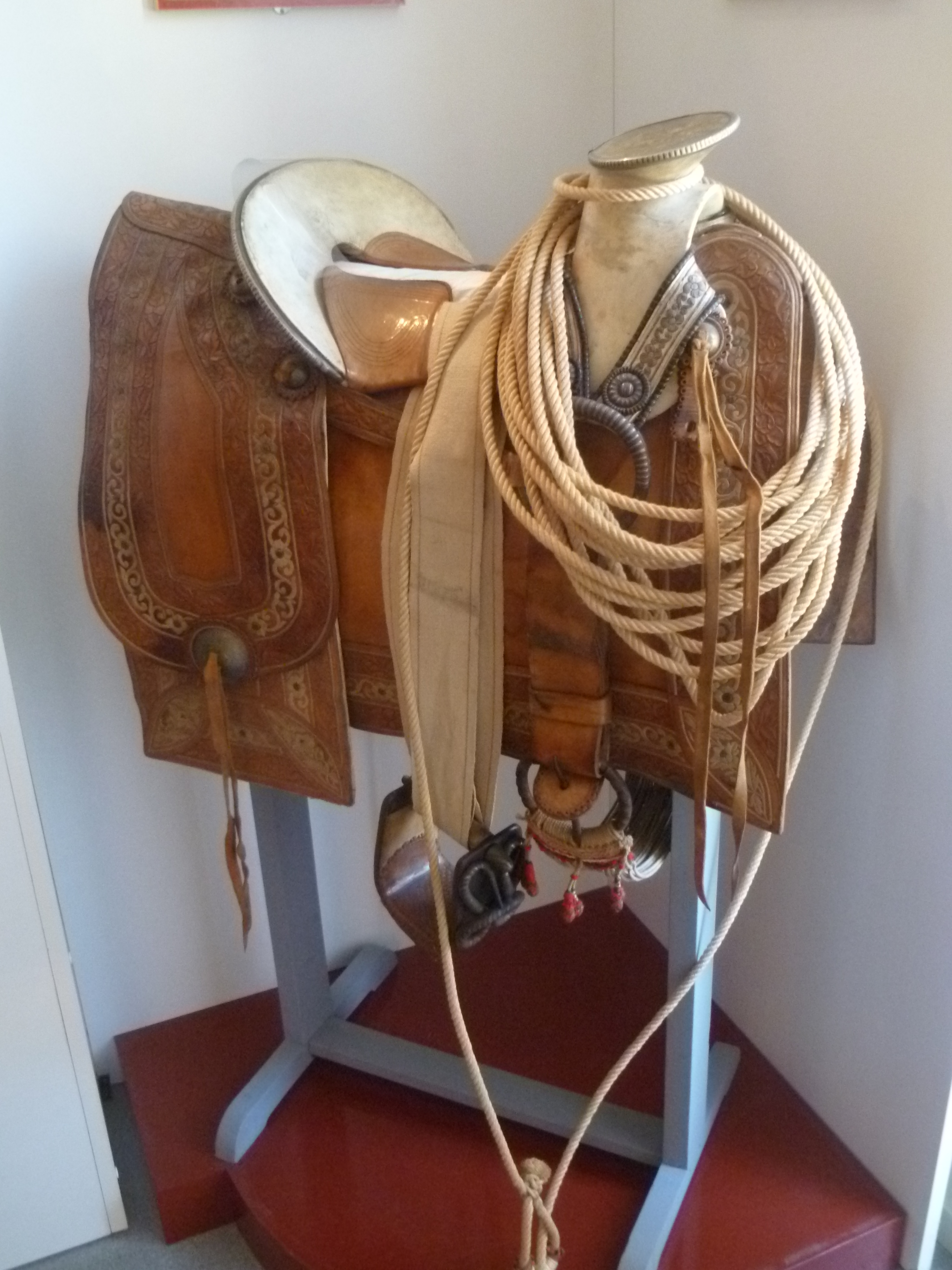
Selle de charro (Mexique, 19e siècle

Le charro moderne pratique la charrería sport national au Mexique.
La charrería est majoritairement pratiquée par les classes élevées et pour la plupart d'origine européenne de la société, ce pour des raisons historiques et sociales et du fait du coût élevé des structures, des chevaux et des vêtements appropriés.

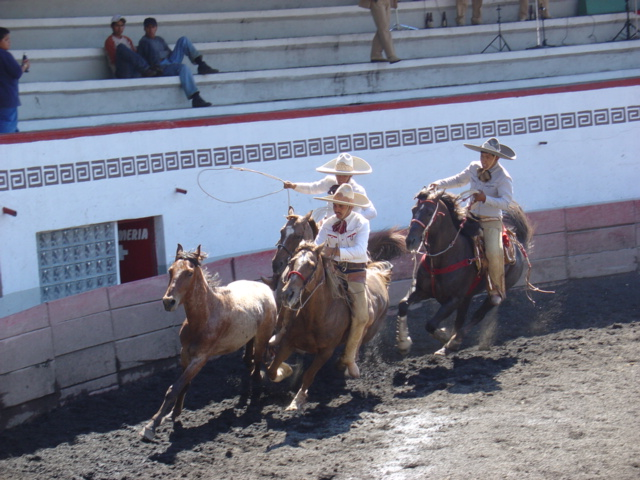
Phase d'une charreria à Mexico (2004).

On trouve actuellement une compétition réglementée.

## Origines
Le charro est d’origine espagnol et dont la fabrication se faisait majoritairement dans la ville de Salamanque.Dans le vice-royaume de la Nouvelle-Espagne, les indigènes avaient interdiction de monter à cheval, ou d'en posséder, à l'exception de leurs nobles, des caciques et des tlaxcaltèques dont les ancêtres furent les alliés des Espagnols lors de la conquête du pays.
N'étaient pas concernées les tribus du nord du pays qui échappaient au contrôle des institutions. Les travaux agricoles faisant exception.
Avec le temps, les propriétaires terriens ont formé un style hippique nouveau leur correspondant.
Après l'indépendance, on distinguait les propriétaires terriens qui étaient pour la plupart des créoles d'origine espagnole, hommes à cheval, des métis ou indigènes vaqueros (vachers). Les premiers aimaient porter des ornementations similaires à celles de l'aristocratie péninsulaire, tandis que les seconds portaient des imitations en fibres de maguey.
Carlos Rincón Gallardo y Romero de Terreros (né en 1877 et mort en 1950), duc de Regla, duc de Guadalupe, marquis de Villahermosa, auteur du Libro del Charro Mexicano, est considéré au Mexique comme le père de la charrería moderne. Il reçut une éducation aristocratique en Grande-Bretagne, où il étudia l'art équestre. Il fut Inspecteur général des forces de police rurales de la Fédération, et de son vivant fut appelé l'Apôtre de la Charrería.
Les personnages historiques les plus connus adeptes de la charrería sont Maximilien 1er, qui apporta durant le second empire mexicain des modifications encore en vigueur au costume, ainsi que Ponciano Díaz Salinas, Benjamín Argumedo (es) et Emiliano Zapata.
La Charrería a été déclarée sport national au Mexique durant le mandat du président  Manuel Ávila Camacho, qui institua le 14 septembre comme Jour national du Charro.

## Caractéristiques
La selle mexicaine a des origines espagnoles, ainsi qu'arabe. Bien qu'elle soit relativement lourde, elle est très commode, à la fois pour le cheval et pour le cavalier. Elle est principalement formée d'un squelette de bois, de cuirs et d'étriers. Il existe des selles si bien travaillées qu'on les considère comme de véritables œuvres d'art : ceinture de cuir incluse dans le harnais, garniture d'argent, quelques couleurs, ainsi qu'une possibilité d'attacher une machette, une carabine ou un manteau.
Des attributs du charro ont été copiés par les cow-boys après que les États-Unis eurent annexé une  partie du  Mexique.
L'uniforme des membres du Cuerpo de Policía Rural (es), la police rurales mexicaine jusqu'aux premières années du XXe siècle, était une copie très proche de celui du charro.
Il inspira aussi celui des mariachis, plus libre et fantaisiste.
Le cheval doit être de taille moyenne, la charrería utilise  principalement la race Quarter horse ou plus récemment l'Aztèque.[Information douteuse]

## Contexte social
Jusqu'au XIXe siècle, les cavaliers qui n'appartenaient pas aux hautes classes mexicaines, mais aux classes intermédiaires et populaires étaient connus sous le nom de chinacos (es), c'est-à-dire représentatifs et héritiers des castes existantes durant la période du vice-royaume.
Il existe aux États-Unis des associations de charros créées par les nombreux émigrés d'origine mexicaine qui y résident.

## Culture et spectacle
Le cinéma mexicain post-révolutionnaire a popularisé un charro de fiction, comme l'ont fait les westerns de Hollywood  pour le cow-boy : il en a fait un personnage joyeux et bravache, issu des classes populaires plus proches du chinaco et très éloigné de la psychologie réelle du véritable charro, qui était un individu plutôt sérieux et austère appartenant aux classes aisées, comme Emiliano Zapata ou Benjamín Argumedo, voire de la noblesse comme le père de la charrería moderne, Carlos Rincón Gallardo, duc de Regla.
Des célébrités incarnèrent des personnages de charros : Jorge Negrete, Luis Aguilar, Vicente Fernández.
La fiction cinématographique de l'âge d'or du cinéma mexicain ainsi que la promotion gouvernementale cherchant à créer de toutes pièces un folklore et des stéréotypes nationaux permirent aussi la rencontre anachronique de la China poblana avec le charro.
Le costume de charro est souvent confondu à l'étranger avec celui du mariachi.
Il ne faut pas le confondre non plus avec le chinaco (es), cavalier d'origine populaire qui participa à la Guerre d'indépendance et qui disparut bien avant l'apparition du charro.

### Description
Le costume, qui est réglementé et fait l'objet d'une étiquette très stricte, est en laine ou en daim (voire les deux). Aucune fantaisie ni innovation n'est permise. Il comporte un pantalon, une veste, une chemise et des bottes.
Les couleurs autorisées sont toutes les gammes du café, du bleu sombre, du marron, du gris et du vert. On observe parfois du rouge sombre ou du noir, mais uniquement sur le pantalon. Le blanc et le rose sont proscrits
Les bottes doivent être de la couleur du cuir de la selle. Le costume noir est uniquement utilisé pour les noces ou les funérailles.
La chemise devait être de préférence blanche

### Le chapeau du charro

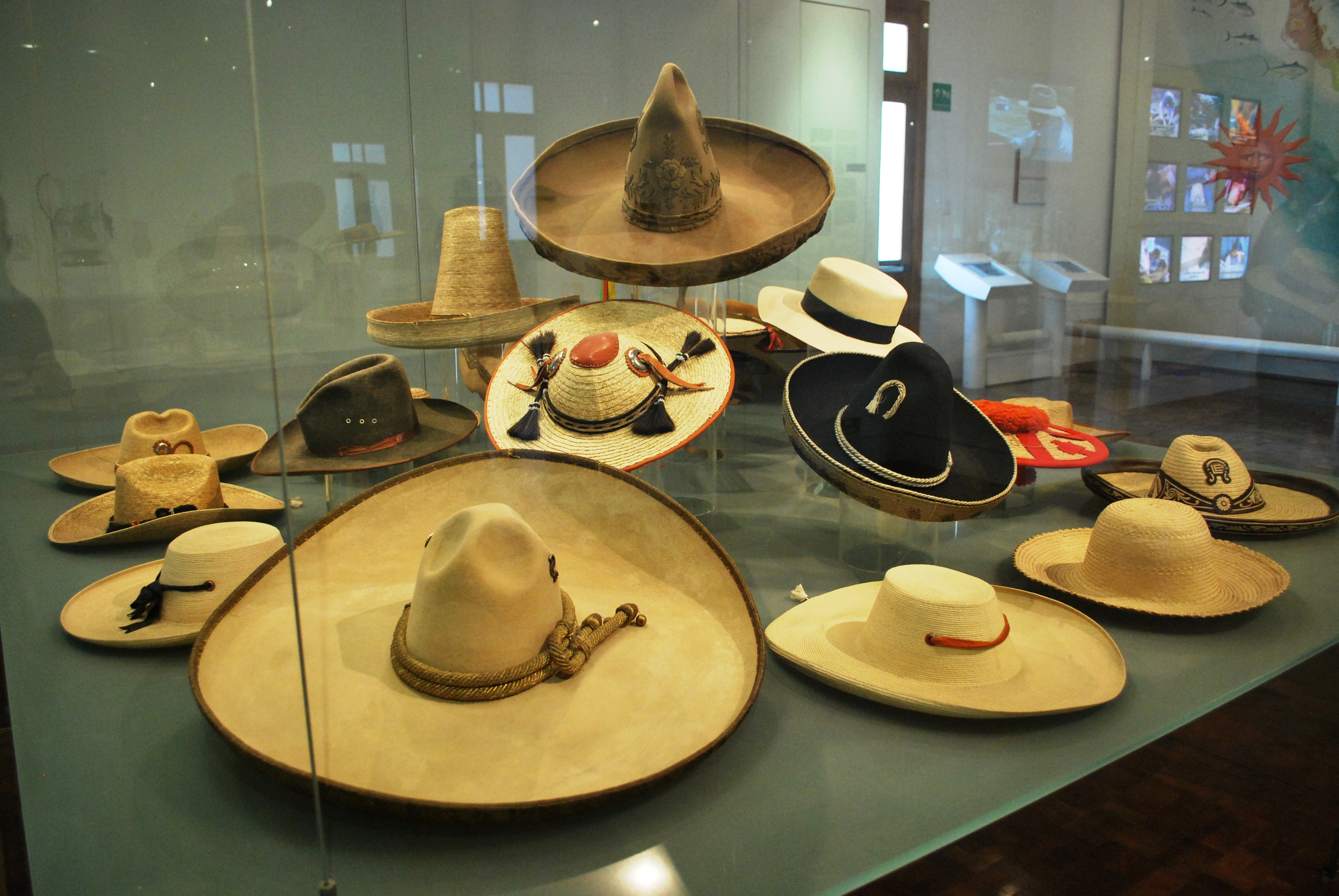
Des chapeaux de charros.

Le chapeau est fait de fibre de laine, de poil de lapin ou de fibre de blé, et constitue une véritable protection contre les éléments, les branches... et contre les chutes de cheval. Il est en effet large et très robuste, sans être trop lourd. Il varie selon les régions, plus grand dans les zones arides que dans les zones à forêt.
Un véritable chapeau de charro est fait artisanalement et ne peut être confondu avec les modèles vendus dans les boutiques de souvenirs pour touristes ; son prix est très élevé.

## Place des femmes dans la charrería

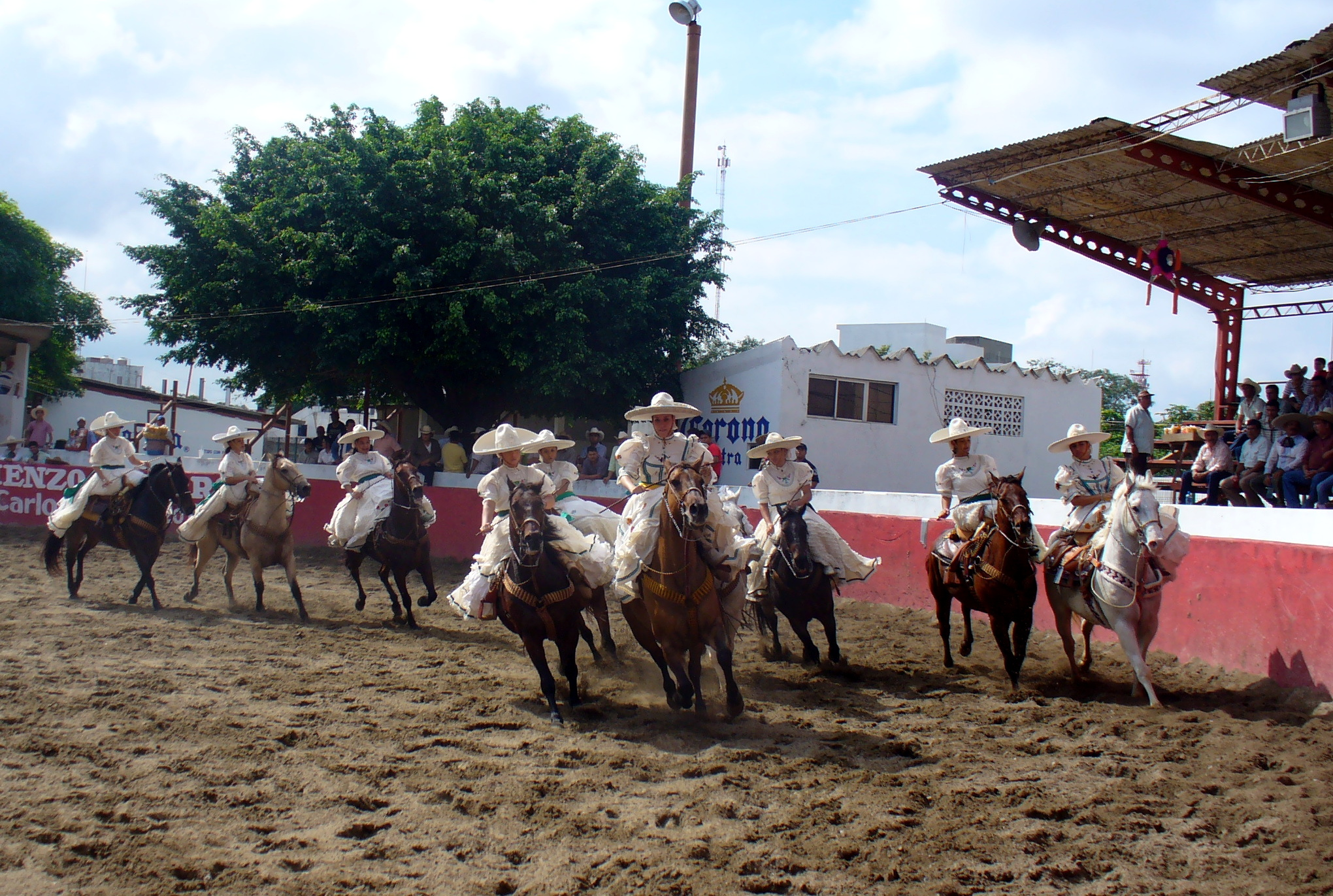
Défilé lors d'une charrería à Mexico (2006).

Les associations de Charros élisent chaque année une reine et un capitaine des charros ; la première reine fut Ana María Gabucio y Sánchez, en 1925. Sa fonction est d'inaugurer la saison de charros ou les festivals.